# احمد الجیزانی
احمد الجیزانی (عربی: أحمد الجيزاني؛ زادهٔ ۱۰ اوت ۱۹۹۱) یک ورزشکار اهل عربستان سعودی است.